# الکساندر ترنبول
الکساندر ترنبول (انگلیسی: Alexander Turnbull؛ ۶ دسامبر ۱۸۷۲ – ۲۷ اوت ۱۹۵۶) بازیکن لاکراس اهل کانادا بود.